# 雪竹林大山
雪竹林大山，位於中國雲南省臨滄市西部，雪竹林大山主稜呈東北西南走向，延伸至南捧河下游断陷。氣候屬山地南亚热带季风气候。山脈最高峰位於鎮康縣木場鄉，海拔2978米，森林資源豐富。